# Теплова
Теплова́ (рос. Тепловая) — селище у складі Кіровградського міського округу Свердловської області.
Населення — 19 осіб (2010, 24 у 2002).
Національний склад станом на 2002 рік: росіяни — 84 %.